# José Ventura Cabrita
José Ventura Neto Cabrita, mais conhecido como José Ventura Cabrita ou Professor José Ventura Cabrita (Lagos, 18 de Novembro de 1931 - Lagos, 13 de Novembro de 1998) foi um professor e político português.

## Biografia

### Nascimento e educação
Nasceu na freguesia de São Sebastião, em Lagos. Concluiu o curso de Magistério Primário em 1954, na cidade de Faro.

### Carreira profissional e política
Leccionou em Monchique durante dois anos, passando a exercer em Lagos. Além de professor, também foi subdelegado escolar, delegado sindical para o ensino e delegado escolar, tendo desenvolvido diversas actividades lúdicas e culturais infantis para a Câmara Municipal de Lagos.
Tornou-se militante do Partido Socialista em 1974, tendo participado na defesa da democracia no município de Lagos. Nesse sentido, ocupou o posto de Presidente da Assembleia Municipal entre 1982 e 1985.

## Homenagens
Em 2001, o seu nome foi atribuído a uma rua na antiga Freguesia de São Sebastião, no Concelho de Lagos.